# Pavel Blaramberg
Pavel Ivanovitj Blaramberg, född 1841, död 1907, var en rysk tonsättare.
Blaramberg verkade mest i Moskva, och komponerade operor som Maria av Burgund och Tusjintsy. Han komponerade även orkesterverk, körverk och sånger (i nära anslutning till Milij Balakirev).